# Sylvia Marx
Sylvia Marx (1966 en Zaragoza, España) es el seudónimo de Silvia Martín, escritora española de novela romántica y ganadora del Premio Autora Revelación 2013 Chick Lit España por su novela Mili…¡milagro!.
Es conocida por ser la autora de la novela Ni tú Romeo, ni yo Julieta y Tú dale samba y yo rock and roll, ambas de Editorial Planeta.

## Biografía
Tras el seudónimo de Sylvia Marx se encuentra la escritora española Sylvia Martín. Con este nombre publica novelas románticas y de estilo chick lit. 
Estudió en la Universidad de Zaragoza y es técnico en consumo y asesora laboral. Se destaca su formación literaria en Escuela de Escritores de Zaragoza. 
Su primera novela se publicó en 2012, Mili…¡milagro!, gracias a la cual obtuvo el Premio Autora Revelación de 2013.
También se dedica a la dirección y realización de obras y guiones teatrales, así como de monólogos, relatos y artículos.
Colabora habitualmente en prensa, en radio (Aragón radio, Cadena Ser local de Zuera) y revistas (Singularte u Odón de Buen). 
En el año 2016 fue una de las autoras participantes con la Diputación provincial de Zaragoza, junto a otros nueve autores aragoneses en «Campaña de Animación a la Lectura 2016 - Charlas con el autor» en bibliotecas municipales (Cadrete, Ariza y Maella). 
Además es la presidenta de la Asociación Cultural y Teatral ACTÚA en Zaragoza, la cual organizó en septiembre de 2017 su primer encuentro literario GOZARE de literatura romántica, en el que participaron numerosos autores españoles. También es socia de SGAE y Asociación de Escritores de Aragón.
En el año 2019, obtiene el Premio Finalista Oz Editorial de novela Juvenil, con su novela "No soy un ángel" que será el primer título de la bilogía, ya que publicará en el mismo sello editorial al año siguiente "Nunca fuimos ángeles".

## Distinciones
- Premio Autora Revelación 2013, Premios Chick Lit España por Mili…¡milagro!
- Premio Finalista Oz Editorial 2019 por "No soy un ángel"
- Finalista XIII Certamen de Narrativa del Ayuntamiento de Valencia: Relato La mujer gris
- Finalista Microrrelatos Eróticos

## Novelas
- Mili…¡milagro! 2012. Ed.Tombooktu-Nowtilus (2ª edición en 2016)
- Cómo intentan ellos ligar en un chat. 2014, autopublicado (digital)
- Top secret. 2014, autopublicado (digital)
- Ni tú Romeo, ni yo Julieta. 2016, Ed.Planeta, sello Esencia.
- Tú dale samba y yo rock and roll. 2017, Ed.Planeta, sello Esencia.
- Soy todo un personaje. 2017, Ed.Planeta, sello zafiro (digital)
- " No soy un ángel", 2019 Oz Editorial
- "Nunca fuimos ángeles", 2020 Oz Editorial

Guiones teatrales
- Infieles (Representado en 2014 en “ASDA” Asociación de Separados y divorciados de Aragón y obra benéfica Asociación ASEM)
- Estamos locos… ¿o qué? (Representado en 2015. C.C. Sánchez Punter, y Obra Benéfica Asociación ASEM)
- El último Show (2016)
- Perdona cariño, me he muerto sin querer (Próximamente)
- Yo, mí, me, conmigo (Recopilatorio de Monólogos)